# توماس مورغان (موسيقي)
توماس مورغان (بالإنجليزية: Thomas Morgan)‏ هو موسيقي أمريكي، ولد في 14 أغسطس 1981 في هايوارد في الولايات المتحدة.

## وصلات خارجية
- توماس مورغان على موقع ميوزك برينز (الإنجليزية)
- توماس مورغان على موقع أول ميوزيك (الإنجليزية)
- توماس مورغان على موقع ديسكوغز (الإنجليزية)